# Гройсман Аркадій
Арка́дій Гро́йсман — український волейбольний тренер, заслужений тренер України.

## Життєпис
Народився в Одесі. До спорту його привів Олександр Дюжев — помітив як Аркадій та Георгій Мондзолевський грають у дворовий волейбол та запросив до ДЮСШ № 2.
Серед його вихованок — Ольга Козакова та Любов Рудовська.
Станом на 2013 рік проживає в Нью-Йорку.